# Шаровская волость (Старобельский уезд)
Ша́ровская во́лость — историческая административно-территориальная единица Старобельского уезда Харьковской губернии с центром в слободе Шаровка.
По состоянию на 1885 год состояла из 2 поселений, 2 сельских общин. Население — 1847 человек (908 мужского пола и 939 — женского), 242 дворовых хозяйства.
|                       | Площадь, десятин | В том числе пахотной, дес. |
| --------------------- | ---------------- | -------------------------- |
| Сельских общин        | 2786             | 2500                       |
| Частной собственности | 3125             | 2983                       |
| Другой собственности  | 52               | 49                         |
| В целом               | 5963             | 5532                       |

Основные поселения волости по состоянию на 1885 год:
- Шаровка — бывшая владельческое слобода при реке Айдар в 63 верстах от уездного города, 1267 человек, 178 дворовых хозяйств, православная церковь, школа, лавка.
- Лозной — бывший собственнический хутор при реке Лозна, 508 человек, 64 дворовых хозяйства.

В конце XIX века волость была ликвидирована, территория вошла в состав Танюшевской волости.